# Fenêtre de toit

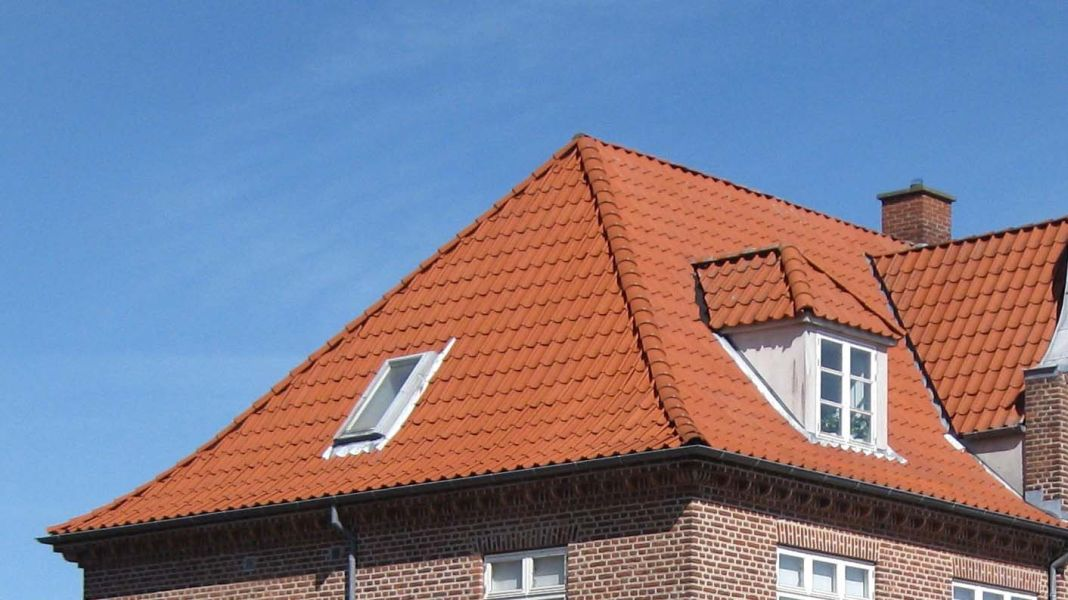
Fenêtre de toit en croupe à gauche, lucarne à droite.

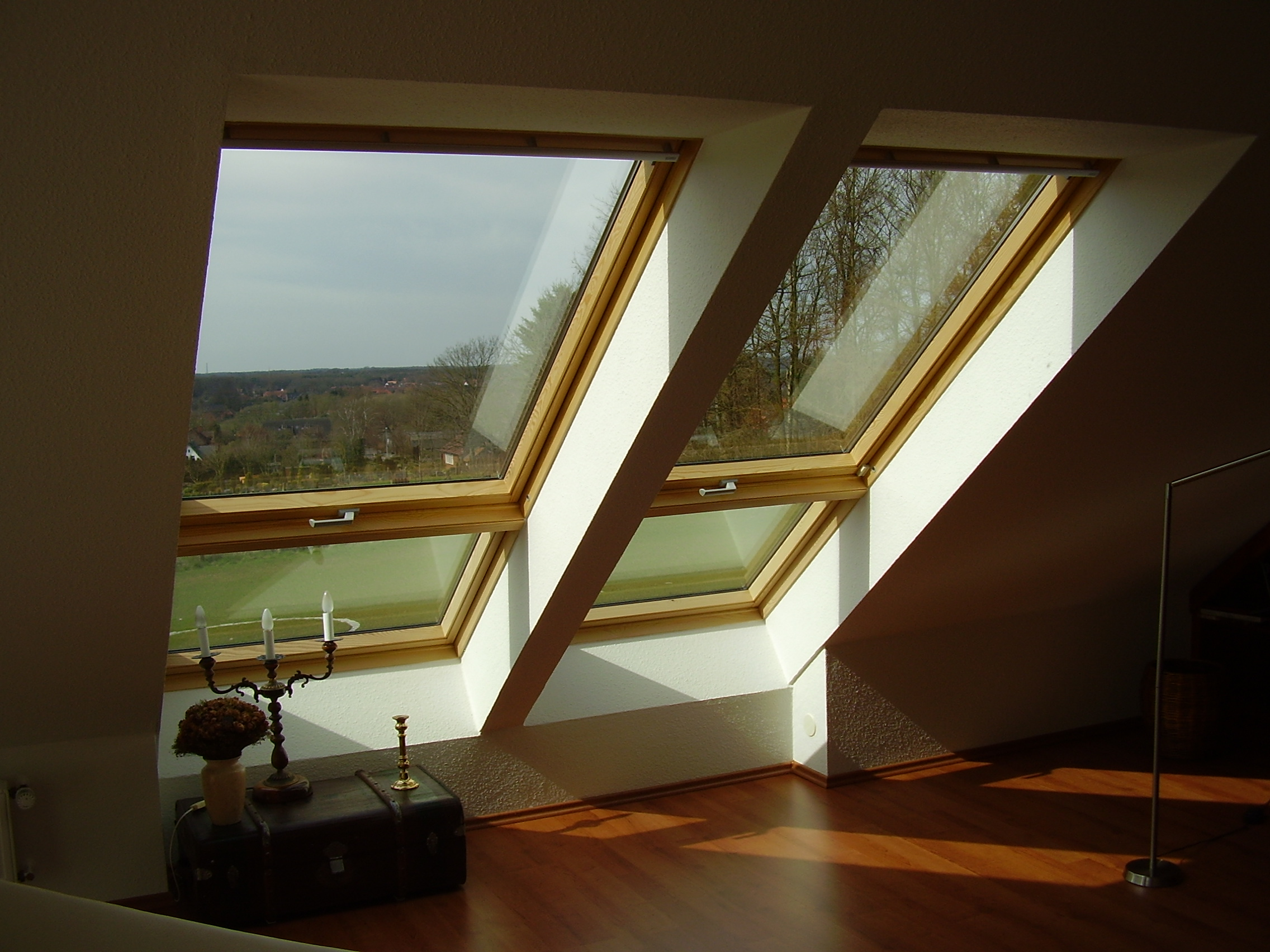
Fenêtre de toit contenant une partie fixe et une partie mobile.

Une fenêtre de toit ou fenêtre rampante est une ouverture pratiquée dans un toit.

## Fenêtre de toit
Une fenêtre de toit est une fenêtre d'au moins 0,8 m2 percée sur un toit. Dans le langage courant, on utilise souvent, par antonomase, le mot « velux » , qui est à l'origine un nom de marque.
On distingue :
- fenêtre de toit sans couverture : châssis de toit, vasistas, fenêtre complémentaire pour verrière, fenêtre-balcon ;
- fenêtre de toit à couverture : lucarne, chien-assis (lucarne de toits à pente).

## Châssis de toit
Le châssis de toit est un châssis vitré ayant la même pente que le toit dans lequel il est fixé.
C'est une fenêtre percée sur un toit (directement intégrée ou sur une costière) dont le châssis, en bois ou métallique d’une seule pièce, s’ouvre par rotation (châssis oscillant), par rotation ou projection panoramique (châssis à tabatière).
L'ouverture peut se faire par un cordon, une poignée, une barre de manœuvre ou une canne télescopique.
Un clapet de ventilation est souvent intégré à la barre de manœuvre pour renouveler l'air, fenêtre fermée.

## Tabatière
La tabatière ou châssis à tabatière est un châssis de toit ayant la même pente que le toit dans lequel il est fixé, composé d'une fenêtre percée sur un toit dont le châssis, en bois ou métallique d’une seule pièce qui s’ouvre comme le couvercle d’une tabatière.
À l'origine, il ne s'agit pas d'une fenêtre mais d'une simple baie rectangulaire pour donner du jour à un comble et fermée par un abattant vitré. La vraie tabatière s'ouvre par « projection panoramique », l'axe de rotation étant situé dans le haut de l'ouverture, l'« ouverture par rotation » désignant plus spécifiquement la fenêtre de toit originelle dont l'axe de rotation est situé environ au milieu de l'abattant.

## Images

Différentes ouverture de toit
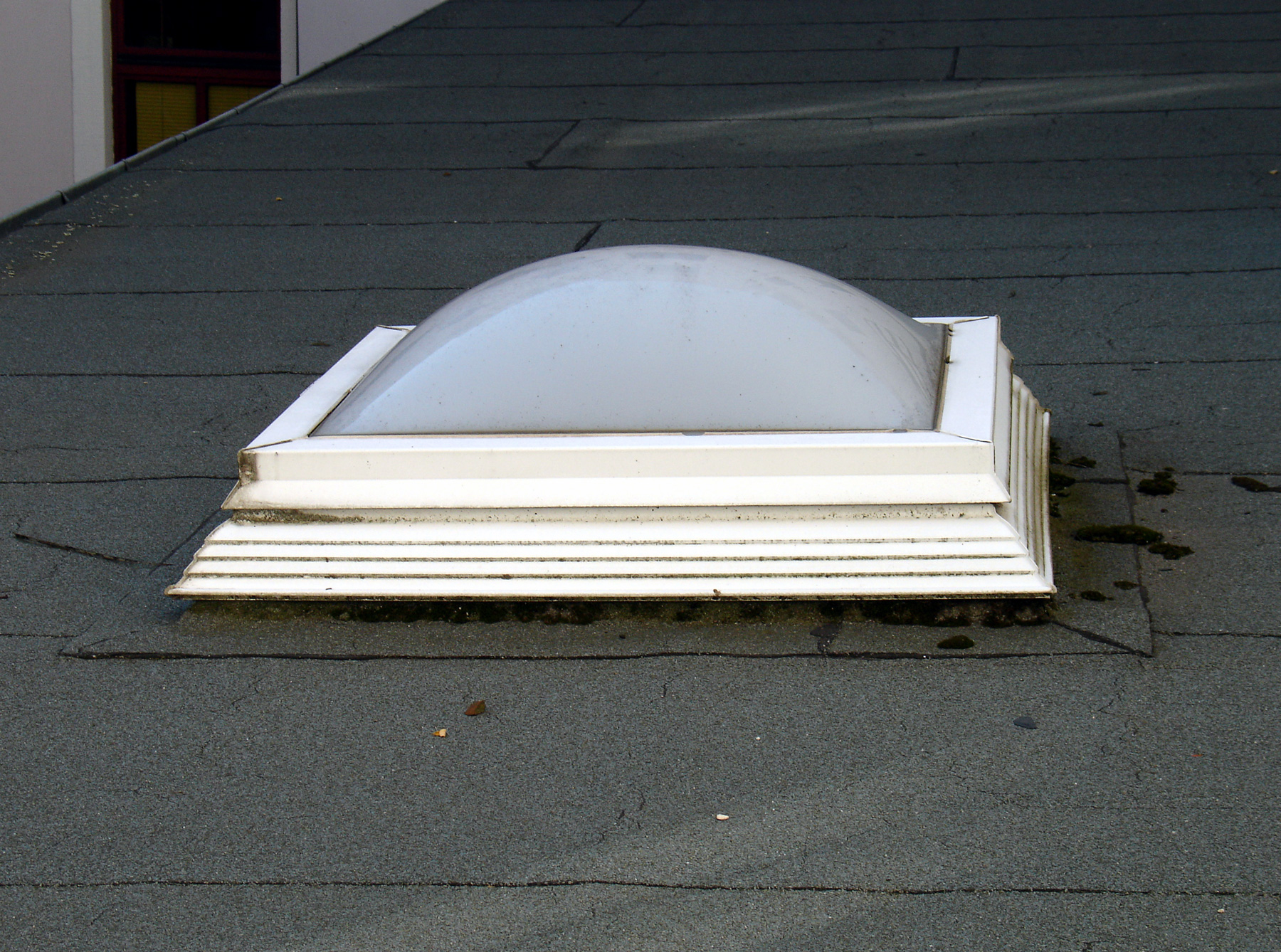
Puits de lumière en coupole.
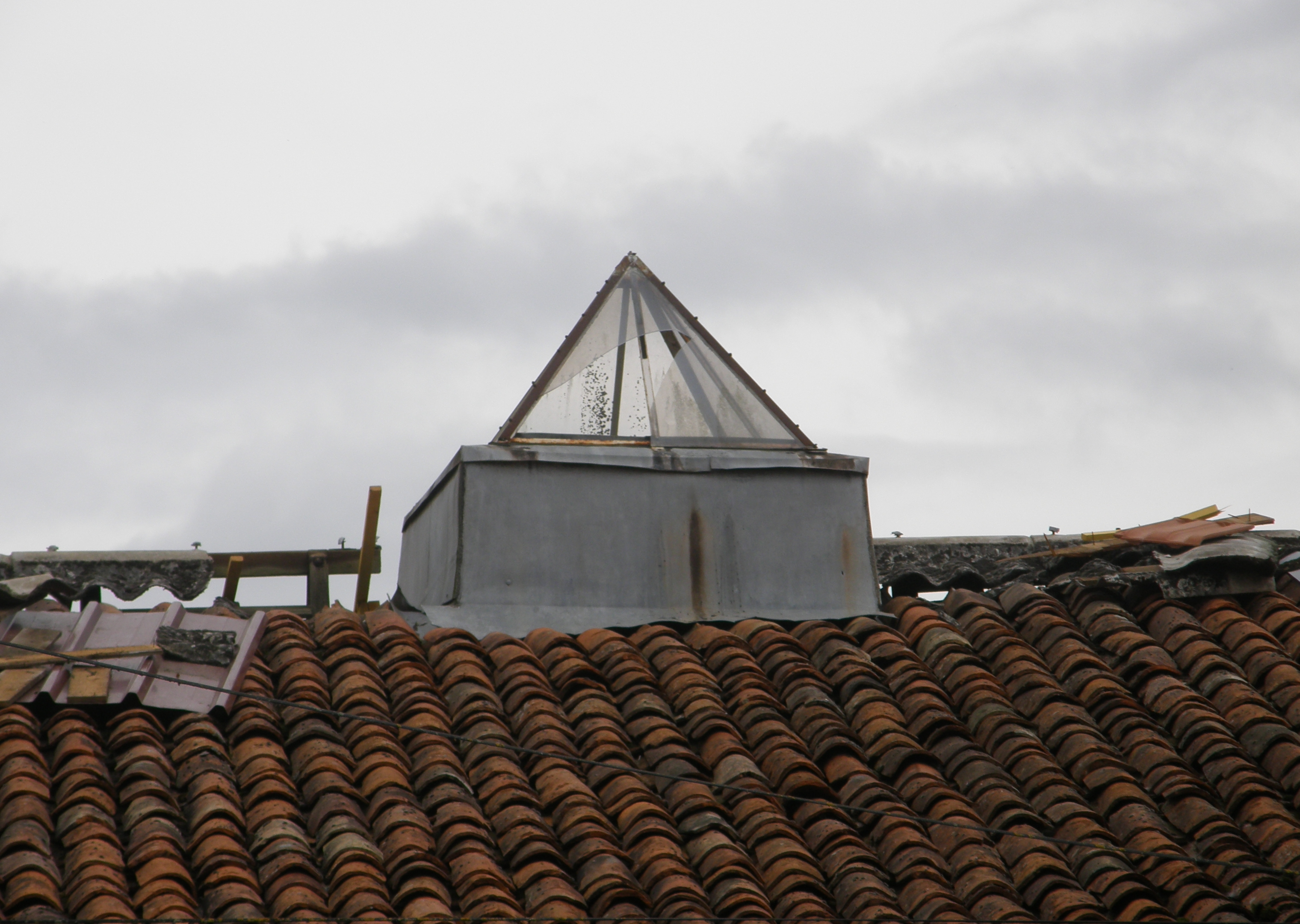
Flamande sur un toit en tuiles romaines dans le nord de la Meuse.
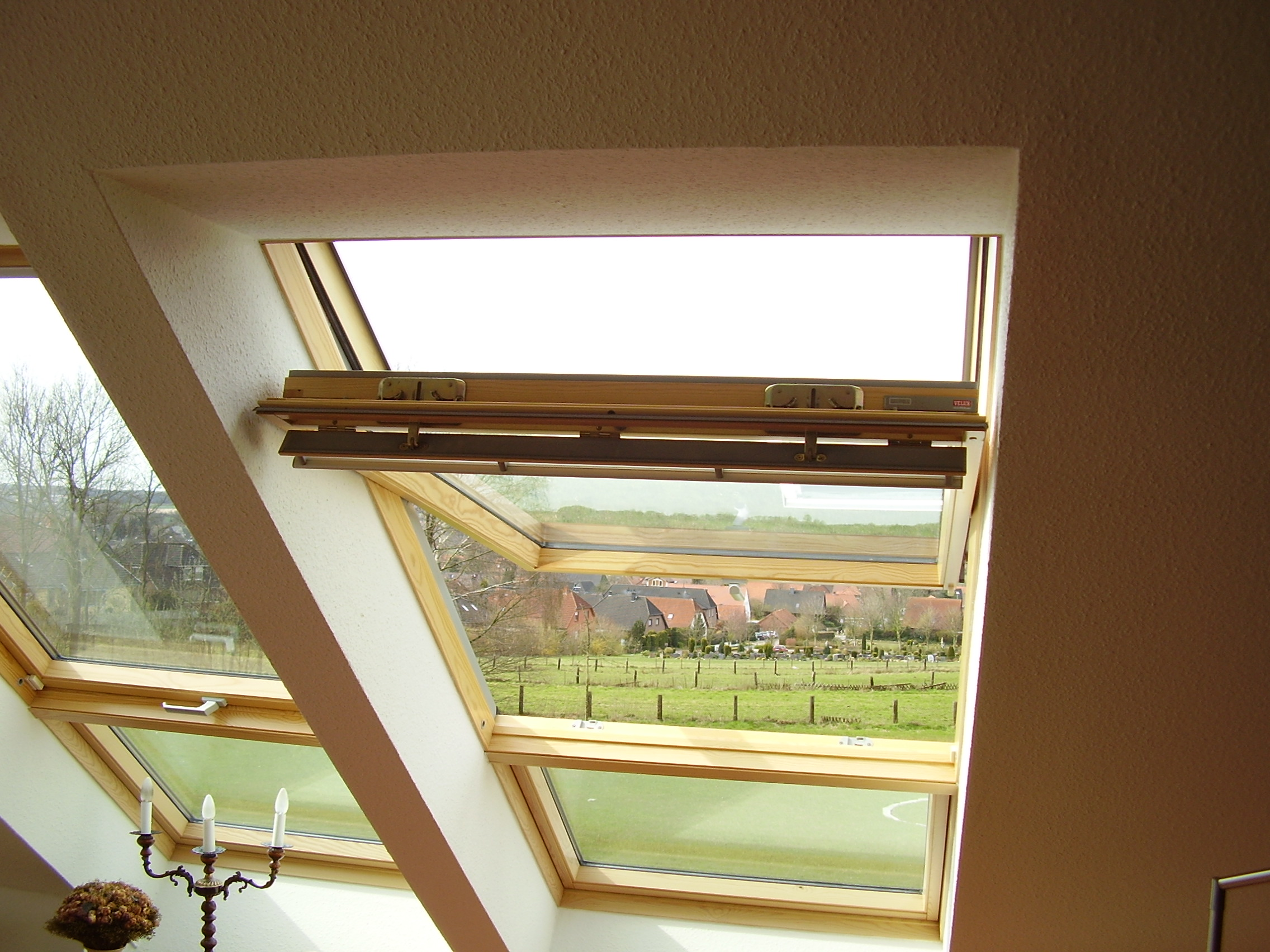
Fenêtre de toit de type Velux, dont l'axe de rotation n'est pas situé en haut de l'abattant.